# Timosthène
Timosthène de Rhodes (en grec ancien Τιμοσθένης) est un navigateur et un géographe de la Grèce antique (début du IIIe siècle av. J.-C.).
Il est l'auteur d'un périple en 10 livres, aujourd'hui perdu mais largement cité par des géographes postérieurs comme Ératosthène ou Strabon.